# جاي أ. فولجير
جاي أ. فولجير (بالإنجليزية: J. A. Folger)‏ هو شخصية أعمال أمريكي، ولد في 17 يونيو 1835 في نانتوكيت في الولايات المتحدة، وتوفي في 26 يونيو 1889.